# بابل (روزنامه)
بابِل روزنامه عراقی بود که زیر نظر عدی حسین پسر صدام حسین مدیریت می‌شد.